# In Flanders Fields Museum

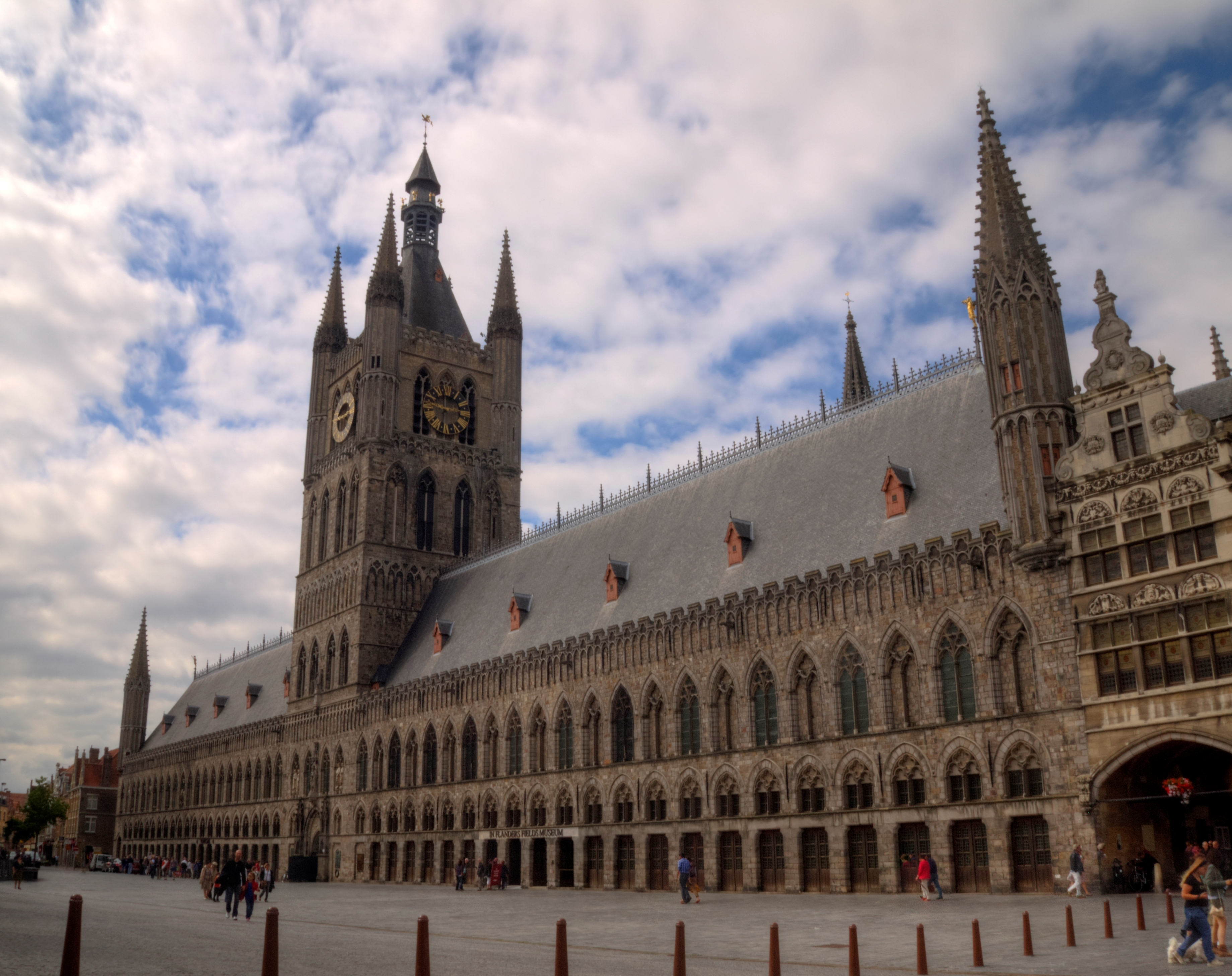
Museum in de Lakenhalle van Ieper

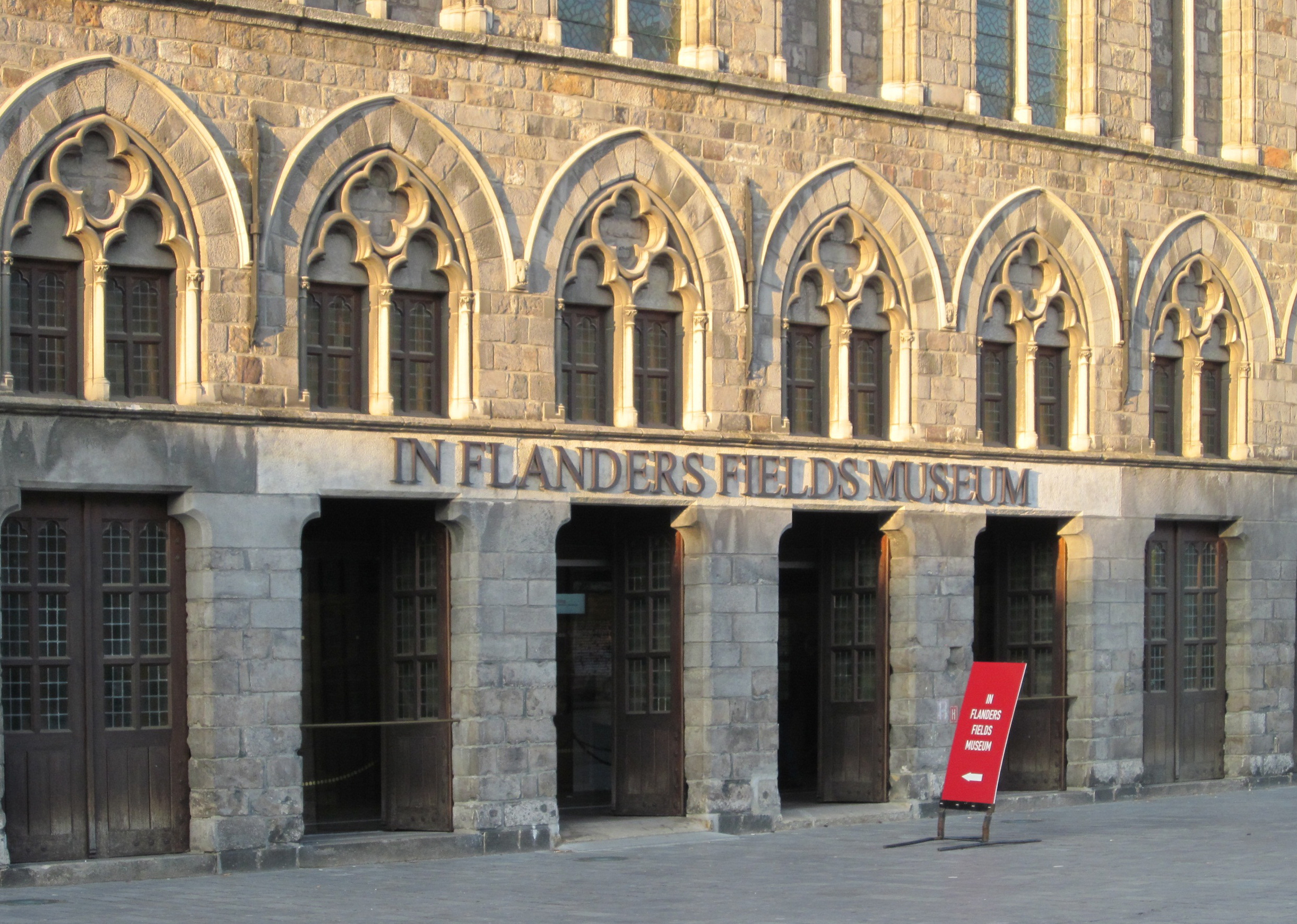
Museumingang

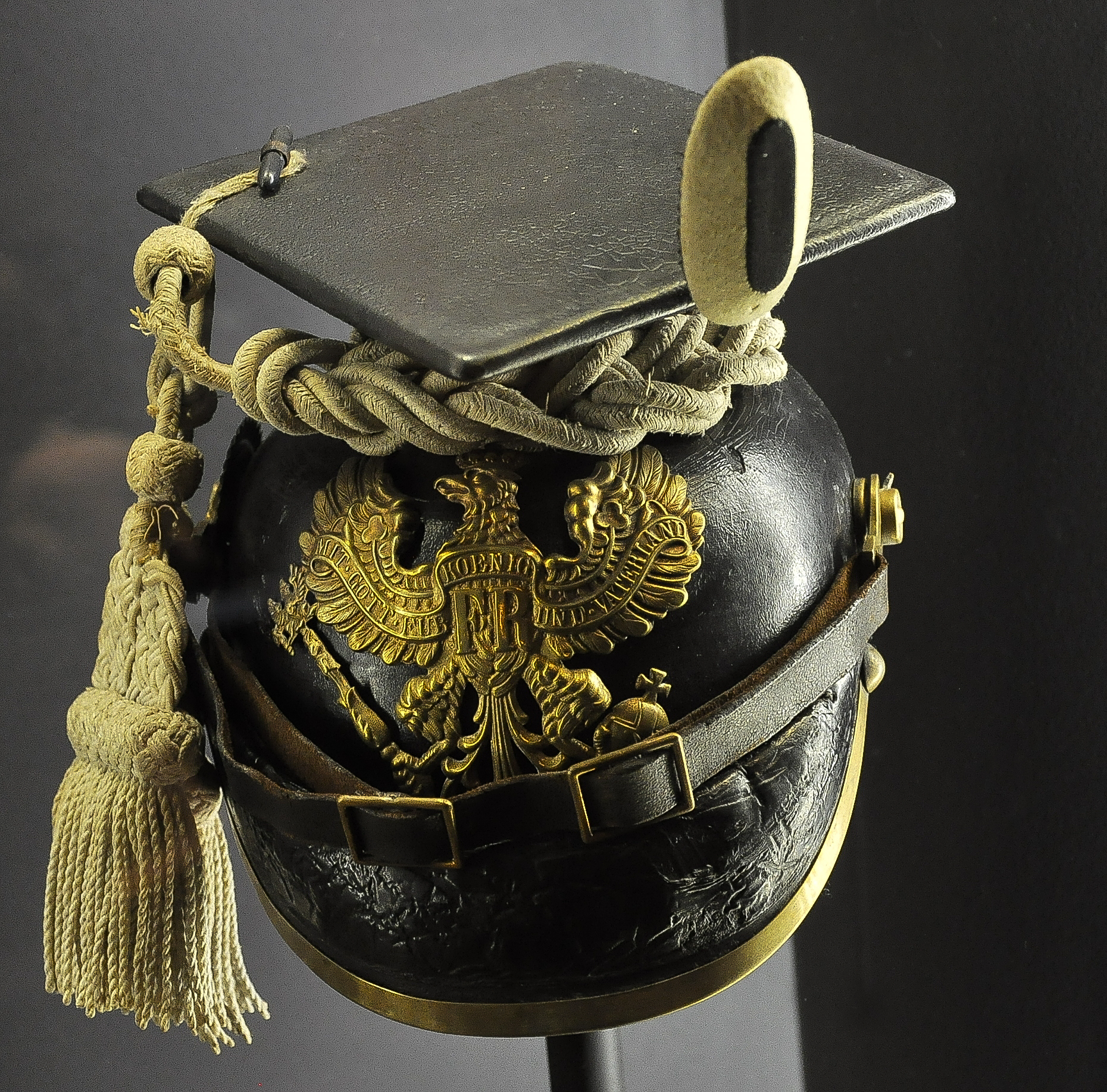
Tschapka van een Duitse ulaan in de Eerste Wereldoorlog

Het In Flanders Fields Museum is een interactief oorlogsmuseum gevestigd in de Lakenhalle van de Belgische stad Ieper. De naam verwijst naar een bekend gedicht van John McCrae: In Flanders Fields. Het museum werd in 2012 en 2021 grondig vernieuwd. In de herdenkingsjaren '14-'18 bezochten bijna 1,5 miljoen mensen het museum.
Tijdens de Eerste Wereldoorlog was de streek rond Ieper het decor van een van de meest verwoestende conflicten uit de geschiedenis. Nu ook de laatste getuigen gestorven zijn, is het In Flanders Fields Museum meer dan ooit de poort naar de Eerste Wereldoorlog in Vlaanderen. Het vernieuwde In Flanders Fields Museum confronteert de bezoeker met de gevolgen van den Grooten Oorlog. De tentoonstelling met multimediatoepassingen toont het leven aan het front. Elke bezoeker krijgt ook een poppy-armband waarmee hij vier persoonlijke verhalen van 'de kleine man' uit de 'Grooten Oorlog' kan ontdekken.

## Thema
De permanente tentoonstelling belicht de aanloop tot de Eerste Wereldoorlog, de inval in België, de eerste maanden van de bewegingsoorlog, de vier jaar stellingenoorlog in de Westhoek, de verwoesting van de oorlogsjaren, de naoorlogse periode en de voortdurende herdenking sindsdien.
In het museum staan vooral de verhalen van de tijdgenoten, die de oorlog te velde meemaakten, centraal. Stemmen en gezichten van echte mensen maken de oorlog tastbaar en persoonlijk in dit museum. Mannen, vrouwen en kinderen, burgers en soldaten, schrijvers en kunstenaars confronteren de bezoeker met hun oorlog. 
Belangrijk in de permanente tentoonstelling is inclusiviteit: getuigenissen van beide kanten van het front passeren de revue. Ook rond de multiculturele troepen die in België kwamen strijden en werken deed het museum heel wat wetenschappelijk onderzoek.
Tweejaarlijks houdt het museum een grote tijdelijke tentoonstelling.

## Educatieve dienst
Het museum beschikt over een educatieve dienst waar pakketten aangeboden worden voor zowel het lager als het secundair onderwijs. De educatieve dienst werkt nauw samen met de dienst Vrede van stad Ieper. Voor scholen organiseren ze jaarlijks educatieve projecten rond het thema WO I.

## Kenniscentrum
Het kenniscentrum, gelegen in de noordvleugel van de lakenhallen bezit meer dan 11.000 boeken over de Eerste Wereldoorlog, een duizendtal topografische kaarten, een fototheek, tijdschriften uit 1914 - 1918 en originele documenten zoals brieven en dagboeken. Het kenniscentrum is vrij toegankelijk voor elke bezoeker.